# Lijst van burgemeesters van Vuren
Dit is een lijst van burgemeesters van de voormalige Nederlandse gemeente Vuren tot die gemeente op 1 januari 1986 fuseerde met drie buurgemeenten (aanvankelijk onder de naam gemeente Vuren maar in januari 1987 hernoemd tot gemeente Lingewaal).
| Ambtsperiode                                              | Naam burgemeester                           | Partij of stroming | Bijzonderheden                                                    |
| --------------------------------------------------------- | ------------------------------------------- | ------------------ | ----------------------------------------------------------------- |
| 18?? - 1856                                               | J. Vogelenzang                              |                    |                                                                   |
| 1856 - 1886                                               | C.A. van Everdingen                         |                    |                                                                   |
| 1886 - 1891                                               | Ferdinand Folef baron d'Aulnis de Bourouill |                    | later burgemeester van Heerde en Baarn                            |
| 1891 - 1925                                               | G.J. de Bruyn                               |                    |                                                                   |
| 1925 - 1937                                               | Jhr. L.C. van Panhuys                       |                    |                                                                   |
| 1937 - 1952                                               | W.E.J. Bulk                                 |                    | vanaf 1941 tevens burgemeester van Herwijnen                      |
| 1952 - 1967                                               | A.G. Vermeulen                              | CHU                | tevens burgemeester van Herwijnen, later burgemeester van Katwijk |
| 1967 - 1981                                               | Mr. Jan (J.) de Vries                       | PvdA               | tevens burgemeester van Herwijnen, later burgemeester van Zutphen |
| 1981 - 1986                                               | Drs. Karel (K.) Hengeveld                   | PvdA               | waarnemend; tevens waarnemend burgemeester van Herwijnen          |
| Fusiegemeente Vuren vanaf januari 1987 gemeente Lingewaal |                                             |                    |                                                                   |
| 1986 - (1994)                                             | Jacob (J.A.) de Jongh                       | CDA                |                                                                   |
| vervolg zie: Lijst van burgemeesters van Lingewaal        |                                             |                    |                                                                   |